# Hylaeus trifidus
Hylaeus trifidus là một loài Hymenoptera trong họ Colletidae. Loài này được Alfken mô tả khoa học năm 1936.